# Gloster F.5/34
Il Gloster F.5/34 era un monoplano da caccia sviluppato a partire dalla fine degli anni trenta del XX secolo da parte della Gloster Aircraft Company e rimasto allo stadio di prototipo. Fu l'ultimo aereo progettato da Henry Folland per la ditta.

## Storia del progetto
Primo velivolo terrestre monoplano progettato dall'ufficio tecnico della Gloster, diretto da Henry Folland, con la collaborazione di H.E. Preston, secondo la Specifica F.5/34 emessa dall'Air Ministry nell'agosto 1934 per un moderno velivolo da caccia armato con 8 mitragliatrici, utilizzante un motore radiale raffreddato ad aria adatto ad essere impiegato nei climi tropicali, con cui sostituire i biplani Gloster Gauntlet, Hawker Fury e Demon allora in servizio.
La specifica F.5/34 richiedeva un velivolo monoposto dotato di armamento pesante su sei o otto mitragliatrici Browning, equipaggiate ciascuna con 300 proiettili, che consentivano di fare fuoco per quindici secondi, carrello d'atterraggio retrattile, cabina di pilotaggio chiusa ed equipaggiata con impianto di ossigeno per il pilota, velocità massima di 275 mph a 15 000 ft (443 kmh a 4 572 m) e 265 mph a 20 000 piedi (426 km/h a 6 096 m), tangenza operativa di 33 000 piedi (10 058 m) con una autonomia di volo di 90 minuti.
Inizialmente noto come "Unnamed Fighter", solo successivamente assunse la denominazione ufficiale di F.5/34. Alla competizione presero parte anche i Bristol Type 146, Martin-Baker MB.2 e Vickers Type 249 Venom i cui prototipi vennero tutti testati presso l'Airplane and Armament Experimental Establishment di Martlesham Heath.
Il primo prototipo (K5604) fu completato con grande ritardo a causa del carico di lavoro in cui era impegnata la ditta, che produceva il Gladiator a pieno regime, ed andò in volo per la prima volta nel dicembre 1937 nelle mani del pilota collaudatore Gerry Sayer. Il secondo prototipo (K8089) decollò per la prima volta nel marzo 1938.

## Descrizione tecnica
Aereo da caccia, monoplano, monomotore, monoposto. L'ala a sbalzo era posta in posizione bassa, e costruita in un unico pezzo con longheroni in lega leggera che andavano da una parte all'altra. Il rivestimento era in duralluminio, con gli alettoni rivestiti in tela. I flap del bordo d'uscita erano costruiti in metallo, e venivano azionati idraulicamente. La fusoliera aveva struttura monoscocca costituita da anelli di sezione ovale fabbricati in lega leggera, e rivestiti in duralluminio. L'impennaggio di coda aveva timone e equilibratori di costruzione metallica rivestiti in tela.
Il propulsore era un Bristol Mercury IX a nove cilindri, raffreddati ad aria, dotato di sistema di sovralimentazione e racchiuso in una lunga cappottatura. Il motore azionava un'elica tripala metallica de Havilland a passo variabile in volo del diametro di 3,20 m (10 ft 6 in). La capacità di carburante dei serbatoi era di 309 litri (81,66 gal), mentre quello dell'olio conteneva 27,28 litri (7,21 gal).
Il carrello d'atterraggio Dowty era triciclo posteriore parzialmente retrattile. Le gambe principali, posizionate sotto le semiali, rientravano negli alloggiamenti per rotazione all'indietro, e sporgevano parzialmente dall'ala. Il ruotino di coda, anch'esso parzialmente retrattile, sporgeva parzialmente da sotto l'impennaggio di coda.
L'armamento, composto da otto mitragliatrici Browning M1919 calibro .303 in (7,7 mm) con 300 colpi per arma (2 400 proiettili in totale), vedeva posizionate quattro armi per ciascuna semiala che sparavano al di fuori del disco dell'elica. I grandi pannelli provvisti di cardini installati sulla superficie superiore dell'ala fornivano un buon accesso alle armi per una rapida ricarica di queste ultime tra una missione e l'altra.
Un ampio arco di rinforzo in tubo d'acciaio rinforzato era alloggiato all'interno della porzione fissa del tettuccio dell'abitacolo, subito dietro la testa del pilota.

## Impiego operativo
Quando iniziarono i collaudi operativi dei prototipi, i reparti della RAF stavano ricevendo i nuovi Hawker Hurricane, armati con 8 mitragliatrici alari, mentre era iniziata anche la produzione del moderno Supermarine Spitfire Mk.I. Rispetto agli altri caccia della specifica l'F.5/34 aveva corsa di decollo più breve, migliore velocità di salita iniziale, migliore manovrabilità alle alte velocità, e migliore visibilità del pilota dal posto di pilotaggio. Il modello fu presentato al pubblico durante la manifestazione tenutasi sull'aeroporto di Hendon nel corso del 1938. Poco tempo dopo i due aerei furono consegnati all'Air Ministry che li impiegò per compiti sperimentali al RAE di Farnborough, e successivamente li assegnò come cellule da istruzione (serial 2232M e 2231M) impiegandoli fino al maggio 1941.

## Utilizzatori

### Militari
Regno Unito
Royal Air Force

### Annotazioni
1. ↑  Solo nel 1948 il reparto marketing della Gloster gli assegnò retroattivamente il numero di modello G.38.
2. ↑  In questa posizione le mitragliatrici sparavano senza l'impedimento, e il peso, del sistema di sincronizzazione,  e sfruttavano appieno la crescente affidabilità della Browning a lunga distanza.